# Nico Polychronidis
Nicolas „Nico“ Polychronidis (griechisch Νίκος Πολυχρονίδης, * 8. November 1989 in Bremen) ist ein ehemaliger griechischer Skispringer, der bis zur Saison 2011/12 für Deutschland startete.

## Werdegang
Polychronidis, Sohn einer Deutschen und eines Griechen, startete ab 2004 für Deutschland bei FIS-Junioren-Wettbewerben. Der gebürtige Bremer, der zu dieser Zeit beim SC Oberstdorf trainierte und das Skiinternat Oberstdorf besuchte, erreichte dabei innerhalb kürzester Zeit auch bei FIS-Rennen Platzierungen unter den besten 20 und startete ab Januar 2006 im FIS-Cup. Nach durchschnittlichen Ergebnissen bekam er im Februar 2006 die Chance, in Villach bei einem Springen im Skisprung-Continental-Cup an den Start zu gehen. Nach einem 37. und einem 45. Platz fand er sich anschließend jedoch wieder im Team für den FIS-Cup, den er schließlich mit 14 Punkten auf dem 193. Rang der Gesamtwertung beendete. Nach einigen weiteren FIS-Rennen, bei denen er in Planica im Februar 2007 mit dem vierten Rang das Podium nur denkbar knapp verpasste, startete er erneut im FIS-Cup und erzielte vom ersten Springen der Saison 2007/08 Platzierungen innerhalb der besten zehn. Nachdem er sich weiter steigern konnte, bekam er im Februar 2009 erneut die Nominierung für ein Continental-Cup-Springen in Pragelato. Dort konnte er hinter Severin Freund und Danny Queck überraschend auf den dritten Platz springen und damit sein erstes Podium erreichen. Auch im zweiten Springen konnte er punkten. Nach einem weiteren Punktgewinn in Kuusamo beendete er die Saison 2008/09 auf dem 68. Platz der Gesamtwertung. Nach der Saison wurde er jedoch von anderen Springern wieder aus dem Kader verdrängt und startete wieder im FIS-Cup.
Zur Saison 2012/13 gab Polychronidis bekannt, ab sofort für den griechischen Verband zu starten. Der griechische Verband gab zudem bekannt, mit ihm für die Nordischen Skiweltmeisterschaften 2013 als einzigem Skispringer zu planen. Voraussetzung dafür war ein Punktgewinn im Continental Cup 2013, den er am 26. Januar 2013 in Titisee-Neustadt erreichte. Zudem war er der erste Skispringer aus Griechenland, der im Continental Cup an den Start ging.
Bei der FIS-Team-Tour 2013 startete Polychronidis erstmals für Griechenland bei der Qualifikation zu einem Springen im Skisprung-Weltcup. Er war damit auch der erste griechische Springer im Weltcup. Mit Platz 55 verpasste er jedoch die erforderliche Norm für das Springen.
Bei der Nordischen Skiweltmeisterschaft 2013 im italienischen Val di Fiemme sprang Polychronidis von der Normalschanze auf den 45. Rang. Beim Wettkampf von der Großschanze war er nicht am Start, nachdem er in der Qualifikation disqualifiziert worden war. Bei den beiden FIS-Cup-Springen Mitte März 2013 verpasste er als 64. und 38. schließlich vordere Plätze deutlich.
Bei der 62. Vierschanzentournee startete Polychronidis ebenfalls für Griechenland. Bei allen vier Springen scheiterte er in der Qualifikation. Im Januar wurde bekannt, dass Polychronidis über ein Nachrückverfahren überraschend an den Olympischen Winterspielen 2014 würde teilnehmen können. Maßgeblich hierfür waren jene Punkte, die er am 18. und 19. Januar beim Continental Cup in Sapporo mit den Plätzen 24 und 21 erzielt hatte. Ebenfalls in Sapporo gelang ihm am 24. Januar die erstmalige Qualifikation für ein Weltcupspringen, das er auf Platz 40 beendete. Am Folgetag wurde er 38. Bei den Olympischen Spielen in Sotschi überstand er weder auf der Normalschanze (48.) noch auf der Großschanze (47.) die Qualifikation.
Im Winter 2014/15 stieg er zur 63. Vierschanzentournee in den Weltcup ein. Er nahm an den ersten drei Veranstaltungen teil, konnte sich aber jeweils nicht qualifizieren. Nach dieser Saison nahm er an keinem Weltcup-Springen mehr teil.

## Erfolge

### Continental-Cup-Platzierungen
| Saison  | Platz | Punkte |
| ------- | ----- | ------ |
| 2008/09 | 068.  | 77     |
| 2012/13 | 148.  | 01     |
| 2013/14 | 104.  | 17     |
| 2014/15 | 138.  | 02     |

### FIS-Cup-Platzierungen
| Saison  | Platz | Punkte |
| ------- | ----- | ------ |
| 2005/06 | 193.  | 014    |
| 2007/08 | 065.  | 090    |
| 2008/09 | 042.  | 103    |
| 2009/10 | 026.  | 144    |
| 2010/11 | 218.  | 09     |

## Nationale Erfolge
- Bayerischer Jugendmeister 2004/05[6]
- zweimal Platz 2 in der Gesamtwertung des Deutschlandpokals sowie 4 Einzelsiege[6]